# Jiří Močkoř
Jiří Močkoř (* 18. listopadu 1950 Karviná) je český matematik a vysokoškolský učitel, v letech 1995 až 2001 a opět v letech 2007 až 2015 rektor Ostravské univerzity.

## Život
Narodil se v listopadu 1950 v Karviné. Po maturitní zkoušce absolvoval studium oboru matematika na Přírodovědecké fakultě Masarykovy univerzity (PřF MUNI). V roce 1990 se na PřF MUNI stal doktorem věd a v roce 1991 se stal profesorem pro obor algebra a teorie čísel. Řadu let pracoval na Katedře matematiky VŠB-TUO, nicméně v roce 1990 začal působit na Ostravské univerzitě. Na ní se postupně stal vedoucím katedry, prorektorem a v roce 1995 jejím rektorem, přičemž v této funkci setrval do roku 2001. V letech 2006 až 2007 působil jako děkan Přírodovědecké fakulty Ostravské univerzity. V březnu 2007 se však opět stal rektorem celé univerzity. Funkci rektora poté obhájil i v roce 2011, mandát rektora mu vypršel v únoru 2015, kdy jej ve funkci nahradil Jan Lata. V rámci svého působení ve funkci rektora se mj. podílel na koncepci možného sloučení Ostravské univerzity a VŠB-TUO (ke kterému nakonec nedošlo).
V roce 2011 byl jedním z podepsaných v otevřeném dopise studentům a široké veřejnosti, který vyjadřoval obavy z nedostatečné motivace studentů ke vzdělání a volal po povinné maturitě z matematiky pro všechny absolventy středních škol.